# Annone (generale)
Annone (fl. III secolo a.C.) è stato un condottiero cartaginese, vissuto ai tempi della Prima guerra punica.

## Biografia
Di lui non si hanno notizie certe. Le fonti lo nominano più volte in occasione di avvenimenti relativi al conflitto del 264-241 a.C., ma trattandosi di un nome abbastanza comune nel mondo cartaginese non si ha neanche l'assoluta certezza che tali notizie si riferiscano ad un'unica persona.
La sua prima comparsa negli eventi della guerra sembra possa farsi risalire proprio al 264, quando i Romani intervennero a Messana (Messina) in favore dei Mamertini contro il presidio cittadino cartaginese comandato, sembra, proprio da Annone. Nel 262, dopo la conquista di Messana e la sottomissione di Siracusa, alleata dei cartaginesi, questi ultimi, per sfuggire all'avanzata dell'esercito romano che tentava di occupare tutta la Sicilia, furono costretti a rinchiudersi in alcune fortezze situate soprattutto lungo la costa (in modo da assicurare i rifornimenti via mare). Unica piazzaforte lontana dalla costa, Akragas, l'odierna Agrigento, venne cinta d'assedio per ben cinque mesi da quattro legioni. L'aiuto fornito da Annone, che viene in soccorso della città ormai stremata dalla fame con un esercito mercenario, non riesce, infine, ad evitare la conquista della fortezza da parte dei romani (in quella che, conosciuta come la battaglia di Agrigento, fu il primo vero scontro terrestre della prima guerra punica), ma ottiene almeno che la guarnigione dei difensori riesca a fuggire e mettersi in salvo. Il successivo saccheggio di Akragas e la riduzione in schiavitù della popolazione compromette seriamente il ruolo che Roma voleva assumersi di liberatrice della Sicilia.
Sembra che in questa circostanza Annone venne duramente punito dal governo cartaginese per la sconfitta subita: gli fu tolto il comando e dovette pagare una pesante multa.
Annone ricompare alcuni anni dopo. A distanza di 6 anni Roma non è ancora riuscita ad impadronirsi della Sicilia, il conflitto si è in parte trasferito sul mare e si è allargato alle altre maggiori isole del Mediterraneo. I successi navali conseguiti dalla flotta romana soprattutto nel 259 in Corsica e nel 258 in Sardegna convincono i romani ad intraprendere una spedizione definitiva contro Cartagine. Predisposta un'imponente flotta di circa 230 navi da guerra, i consoli Lucio Manlio Vulsone Longo e Marco Attilio Regolo salpano da Capo Ecnomo (l'attuale Capo Sant'Angelo, nei pressi di Licata), dove hanno imbarcato le truppe di terra, ma vengono intercettati quasi subito da una flotta di 250 navi cartaginesi comandate da Amilcare Barca e dallo stesso Annone. Dopo una delle più grandi battaglie navali dell'antichità (nota come battaglia di Capo Ecnomo), i punici vengono pesantemente sconfitti e sono costretti alla fuga, liberando ai romani la strada per Cartagine.
L'ultima testimonianza relativa ad Annone si riferisce all'anno 242, il penultimo del conflitto. Fallita la spedizione del 259, la guerra si è trascinata sanguinosamente per molti anni, con continui rovesciamenti di fronte. Dopo 22 anni di scontri le due potenze sono stremate, sia dal punto di vista militare che da quello economico. Con un ultimo sforzo (la copertura finanziaria viene fornita da una sottoscrizione della ricca aristocrazia) Roma allestisce un'ennesima flotta di 200 navi da guerra (sul modello di quelle puniche, migliori di quelle romane) che, comandata da Quinto Lutazio Catulo, viene spedita a Drepanon, l'attuale Trapani, ultima roccaforte punica in terra siciliana. I cartaginesi impiegano otto mesi per predisporre una nuova flotta che, al comando di Annone, viene inviata a forzare il blocco e liberare Drepanon. L'impresa non riesce, anzi, la squadra cartaginese viene catturata (70 navi), distrutta (50 navi affondate) e messa in fuga (almeno altre 50 navi) dalla flotta romana nella battaglia delle Isole Egadi che, combattuta il 10 marzo del 241 a.C., segna la definitiva sconfitta di Cartagine e la fine della prima guerra punica.